# Golfinho-cruzado
O golfinho-cruzado (Lagenorhynchus cruciger), ou golfinho-ampulheta, é um cetáceo da família dos delfinídeos encontrado nas águas subantárticas.